# Kommunikáció
A kommunikáció az információcsere folyamata általában egy közös jelrendszer segítségével.
A communicatio latin eredetű szó: közzétételt és teljesítést jelent.
A communio (közösség) szóból ered. 
Minden élőlény kommunikál, kivéve néhány, súlyosan sérült állapotú (lásd akinetikus mutizmus, bezártságszindróma).
A kommunikáció mai értelemben: információcsere, közlés, tájékoztatás. Itt az információ egy összefoglaló megnevezés a tudásra, az ismeretekre és a tapasztalatokra. A kölcsönös kommunikációban információcseréről beszélhetünk, az egyirányú kommunikációban (lásd tömegkommunikáció) a közlő fél információt közvetít, amire általában a nézők vagy hallgatók egy másik kommunikációs csatornán keresztül válaszolhatnak. Az átvitel alatt azt is értik, hogy különböző eszközökkel áthidalhatók a távolságok, vagy hogy egy személy gondolatai, elképzelései , véleményei elhagyják a személyt, és egy másik személyhez jutnak el. Ez a kommunikáció mindennapi célú leírása; a pontosabb tudományos leírások számára ezek a metaforák már túl pontatlanok.
Eredeti jelentése mellett a kommunikáció szóval más folyamatokat is jelölnek. A kommunikáció technológiai fejlődésével technikai aspektust is nyert. Így jelöli a jelátvitelt, a váltakozó vezérlést, vagy készülékek egyszerű kapcsolatát. Más helyzetekben vállalatok és intézmények léptek be a folyamatba. Így az élőlények mellett gépek, illetve nagyobb szervezeti egységek kommunikációjáról is beszélhetünk, különösen az újságírással és a marketinggel összefüggésben.
A kommunikációtudomány egy olyan tudományág, amely a kommunikáció formáival, folyamatával, jelentésével, a beszéddel, és a személyközi- és szervezeti kommunikációval, vagyis specifikus ágaira bontva a következőkkel foglalkozik:
- Tömegkommunikáció
- Szervezeti kommunikáció
- Diskurzuselemzés – (nem azonos a beszélgetéselemzéssel)
- Beszélgetéselemzés – (néhol Konverzációanalízis)
- Lingvisztika, nyelvészet
- Szociolingvisztika
- Kognitív lingvisztika
- Szemiotika
- Pragmatika
- Egyéb kommunikációs ismeretek (pl: beszédírás, retorika, interperszonális kommunikáció stb.)

A tudomány különféle modellekkel próbálja megérteni és szemléltetni a kommunikációt, annak körülményeit, a sikeres kommunikáció feltételeit, és hogy mire lehet következtetni a modellekből.

## Alapfogalmak
KözleményJel, jelsorozat, adatok, amelyek információt "hordoznak", az amit az adó közöl a vevővel.
Forrás(adó)Az információ forrása, lehet személy, állat, szoftver, gép, intézmény stb., amely a közleményt előállítja és továbbítja.
JelátalakítóA jeleket legtöbbször fizikailag át kell alakítani, hogy alkalmasak legyenek a továbbításra, például analóg hangjel átalakítása analóg elektromos jellé.
KódolóA jeleket, illetve a közleményt kódolja egy másik jelrendszerre, például analóg jelet digitalizál, digitális jelet tömörít stb.
Információs csatornaAz a vezeték, közeg, fizikai mező, amely a közleményt (jeleket) továbbítja.
DekódolóA kódolt közlemény (jelek) visszaalakítását végzi.
Nyelő (vevő)Az, aki értelmezi, tárolja a közleményt (jeleket)
ZajA közleményhez, jelhez keveredő, szuperponálódó torzító, zavaró jel, a digitális jelnél hibás számjegyek is szerepelhetnek.
A kétirányú kommunikáció esete a fentiekből adódik.

## A kommunikáció formái

### Irány szerint
- egy az egyhez

- párbeszéd
- üzenet átadás

- egy a sokhoz

- nyilvános beszéd vagy előadás (lehet élő vagy felvételről)
- terület megjelölés pl szag, graffiti, rendőrkordon stb.
- könyvkiadás, és újságkiadás, rádió, TV, számítógép-hálózatok
- Propaganda, reklám, public relation, spin doctoring (tömegkommunikáció)

- sok a sokhoz

- számítógép-hálózatok, World Wide Web, Usenet.
- konferenciák
- party vagy más gyűlés

- jelenből a jövőbe

- napló
- blog
- időkapszula

Ha a csatornán át (esetleg felváltva) mindkét irányban haladhat az információ, akkor a kommunikáció kétirányú, vagy kölcsönös. Ha a felek egyszerre is adhatnak, akkor teljes duplex, ha csak felváltva, akkor fél duplex.
Ha a csatornán keresztül csak egy irányba folyhat a kommunikáció, akkor a kommunikáció egyirányú. A vevő egy másik csatornán át válaszolhat. Tipikusan ilyen a tömegkommunikáció.
A kommunikáció lehet szinkron, amikor a létrejöttéhez a feleknek meg kell várniuk egymást, vagy a vevőnek az adást (beszélgetés, telefon, rádió, tévé). Lehet aszinkron, amikor az üzenetet a vevő később is olvashatja (levél, e-mail, hangfelvétel, videó), és válaszolnia sem kell azonnal, hanem egy későbbi időpontban is adhat választ akár egy másik csatornán, ha akar.

### Résztvevők szerint
- Állati kommunikáció
- Személyek közötti (interperszonális) kommunikáció
  - Marketing
  - belső kommunikáció
  - Propaganda
  - Public affairs
  - Public relations
  - Technikai kommunikáció
- Intraperszonális kommunikáció
- nonverbális kommunikáció
- nyelv
- kultúrák közötti kommunikáció
- telekommunikáció
  - Computer-mediated kommunikáció
- Artificial Intelligence Agent alapú kommunikáció

### Kód szerint

#### Nem nyelvi kommunikáció
Nonverbálisnak vagy nem nyelvinek nevezünk minden olyan kódot, ami nem használ nyelvet. Példa az érintés, a térköz (lásd proxemika), a testbeszéd sok más jele (lásd arcjáték, szemkontaktusok, gesztusok), és az öltözködés. A jelek utalnak az üzenet tartalmára, ami lehet akaratlagos (igen vagy nem intése), vagy akaratlan, mint az izzadás. A beszédet is kísérik a paranyelv elemei, mint a beszéddallam, a ritmus, a sebesség és a hangsúly erőssége. Ide tartoznak a feromonok által közvetített jelek is. A kutatások szerint az emberi kommunikáció 55%-át az arckifejezések adják, és 38%-ot a paranyelv elemei. Legnagyobb része nem tudatos, így nehéz vele hazudni. Az írott, különösen a kézzel írott szövegek is tartalmaznak nem nyelvi elemeket, mint a stílus, a betűk vagy írásjegyek formálása, a szavak elrendezése, vagy az érzelmek kifejezése emotikonokkal.
Az élőlények kiértékelnek minden jelet, amit érzékeikkel fel tudnak fogni. Az emberi kommunikációban a szavak nélküli kommunikáció együtt él a nyelvivel, és azt kiegészíti, kiemeli, vezérli, szabályozza, vagy akár cáfolja, esetleg helyettesíti is a nyelvi eszközöket.

#### Szóbeliség
A hatékony szóbeli kommunikáció sok tényezőtől függ, és nem szigetelhető el teljesen a nem nyelvi kommunikációtól. A beszédhez szorosan kapcsolódnak a nem nyelvi kommunikáció elemei, készség mások meghallgatására és a magyarázatra. Az emberi nyelv szimbólumok (szavak, lexémák) és nyelvtani szabályok összességeként definiálható, ahol is a szabályok kezelik a szimbólumokat. A nyelv, mint olyan, a nyelvek közös tulajdonságaira utal. A nyelvtanulás a kora gyermekkorban a legintenzívebb, amikor a gyerek anyanyelvét tanulja. Ekkoriban könnyen tanulja, de könnyen el is felejti a nyelvet. A több ezer nyelv közül a legtöbb lexémáit hangsorok (beszélt nyelv), vagy gesztusok és mimika építi fel (jelnyelvek). Nincs éles választóvonal a nyelvjárás és a külön nyelv között.
A természetes nyelvek mintájára alkottak mesterséges nyelveket emberi használatra, amelyek a természetes nyelvekhez hasonlóan építkeznek. Erre példa az eszperantó és a volapük. Egy másik fogalomrendszerben mesterséges nyelvnek nem ezeket, hanem a programozási nyelveket tekintik, amelyek egyaránt szólnak az emberhez és a számítógéphez. Az ember a matematikát is nyelvszerűen fogja fel, így beszélünk a különféle matematikai formalizmusok nyelveiről.
A kommunikáció többnyire kölcsönös, azaz a résztvevők egyszer adók, másszor vevők. A hatékony kommunikáció jellemzői:
- Az információközlésre szabványos nyelvezetet használ.
- Ha valami tisztázásra szorul, akkor rákérdez, vagy válaszol, ha rákérdeznek.
- Kijelentései közvetlenek, egyértelműek.
- Közli a többi résztvevővel, ha a tervek vagy a célok változtak.
- A többi résztvevőt ellátja minden szükséges információval.
- Megfelelően használja a nonverbális jeleket
- Megfelelő sorrendben közli az információkat
- A közlés szerkezete jól felépített[4]

#### Írás
Az írás feltalálása óta a mindenkori technológiának megfelelően fejlődik. Ennek hatására alakult ki a kommunikációpszichológia és a médiapszichológia.
Az írás története három szakaszra osztható:
- Az írás a piktogramokból alakult ki (képírás). A jeleket kőbe vésték, így nem lehetett mozgatni, azonban elkezdték egységesre alakítani a jeleket.
- A következő lépésben különféle hordozóanyagokat kezdtek el használni, mint a papiruszt, a viaszt, az agyagtáblát, végül a papírt. Eközben az írás rendszere leegyszerűsödött, a képírásból ábécék alakultak ki. Az írás mozgathatóvá vált.
- A harmadik szakasz az újabb technológiára alapult, és elektromágneses sugárzás, elektromos és mágneses jelek tárolják és hordozzák az információt.

Ezzel a kommunikáció egy olyan folyamat, amiben jelentést kapcsolnak és szállítanak, hogy létrehozzák a megosztott megértést. Gregory Bateson szerint ez az univerzumban fellelhető tautológiák másolása. Ez a folyamat sokféle készséget igényel, mint feldolgozás, meghallgatás, megfigyelés, beszéd, kérdezés, elemzés, gesztusok használata és értelmezése, ami lehetővé teszi az együttműködést.
A félreértések megelőzhetők vagy megoldhatók megfogalmazással, kérdezéssel és válaszadással, körülírással, példákkal, és más módszerekkel. Ha az olvasó valamit nem ért meg, akkor szintén meg kell beszélnie ezt az íróval. Éppen ezért a vállalatoknál mindenképpen kell beszélgetés, hogy tisztázzák a dolgokat.

## Megközelítései
A kommunikációt több megközelítésben is leírhatjuk. Ahogy a kommunikációs folyamatokban, úgy itt is vannak alapfeltevések a résztvevőkről, mint állatokról, emberekről, élőlényekről, gépekről, cselekvő lényekről, viselkedő lényekről. Tekinthetik alapvetően társasnak, vagy részek összességének. Kiemelhetik az elemek egy részét, és azok szempontjából is tárgyalhatják.
A különböző megközelítések különböző fogalmakat, modelleket és elméleteket eredményeznek. Ennek azonban az a következménye, hogy a kommunikáció tárgyalásakor mindig meg kell határozni a szemléletmódot, különben a megközelítések keverése zavart okoz. 

### A személyes tapasztalatok fontossága
A kommunikációt, különösen az emberi kommunikációt nem lehet távolságtartóan kezelni, már csak azért sem, mert ennek tárgyalása további kommunikációt igényel. Még megfigyelőként is a saját tapasztalatok, előítéletek, belemagyarázások, következtetések, és még az olyan ösztönösen működő folyamatok is, mint a tudatelmélet is óhatatlanul befolyásolja a kommunikációról alkotott gondolatokat. Ezen nem változtat még az sem, ha a megfigyelő nem érti a nyelvet, amin a résztvevők beszélnek.
Mindezek a folyamatok működnek akkor is, ha éppen magáról a kommunikációról esik szó. Ez ahhoz vezet, hogy a megfigyelés és a leírás a felszínen mozog, és éppen a lényeget nem tudja megragadni. Korlátozza a jelenség szerkezetének megértését,

### Cselekvéselméleti megközelítés
Cselekvéselméleti megközelítésben a kommunikáló felek közös cselekvést hajtanak végre. Ezzel további belső folyamatokat vesznek számításba, mint célt, terveket és gondolatokat. A kommunikációt magát is cselekvésnek tekintik, amit meghatároznak a céljai. Ezek egyike a megértés, de a feleknek további céljai is vannak, amelyek a helyzettől függenek, és amelyek csak közösen érhetők el.
Társas cselekvésként csak a kölcsönös kommunikáció értelmezhető. Ez például azt jelenti, hogy a beszéd és a hallgatás csak egymással párban jöhet létre. A kölcsönös kommunikáció nem egymástól elszigetelt egyének cselekvéseinek összessége. Egy további ismertetőjel a kreativitás: új ötletek, gondolatok, megoldások születnek, amelyeket a résztvevők egyenként nem tudtak volna létrehozni.

### Problémaelméleti megközelítés
Problémaelméleti megközelítésben a résztvevők problémát oldanak meg. A problémát megfigyelik és megállapítják, majd megoldják. Ez a megközelítés összefér a cselekvéselméleti megközelítéssel. Az egyik legfontosabb megoldandó probléma az önazonosság fejlesztése és megerősítése, amit a többi szereplővel való kapcsolat alakít. Ez például elérhető a saját élmények elmesélésével és mások hasonló történeteinek meghallgatásával.

### Jelelméleti megközelítés
Népszerű megközelítés, ezt tanítják az iskolákban. Itt a kommunikáció jelei egy közvetítő közegen, csatornán át haladnak, és a jelek bizonyos folyamatokat váltanak ki. Ha a kommunikáció kölcsönös, akkor ezt úgy képzelik el, hogy időnként változik a jelek haladási iránya, mert az eddigi adótól a hallgató vette át a szerepet, és az eddigi adóból hallgató lesz. A szereplők mibenléte, társas aspektusok, öntudat, tervek, célok és cselekvés nem játszik semmi szerepet.
Claude Shannon és Warren Weaver matematikailag ezzel a megközelítéssel írták le a kommunikációt. A matematikai modellek kezelik a jelek és jelkombinációk sorozatát. A csatorna átviteli kapacitását is ehhez igazodva számítják ki. A matematikai kommunikációelmélet elfogadottsága miatt a jelelméleti és a cselekvéselméleti megközelítés nem mindig válik szét.

### Természettudományi megközelítés
Természettudományi megközelítésben eltekintenek az élőlények kommunikációja közben lezajló belső folyamatoktól. Bizonyos feltételek teljesülése esetén lemennek akár a molekulákig is, és molekulák közötti kommunikációról is írnak lásd sejtmemória, illetve beszélnek. A kommunikációt az evolúció egyik hajtóerejének is tekintik. Az orvostudományban és a gyógyszerészetben a betegségek keletkezésére is segít magyarázatot adni.

### Pszichológiai megközelítés
A kommunikációpszichológiában a résztvevők belső, lelki folyamatait követik nyomon. Alapvetően egyéneknek tekintik őket. Az egyén pszichológiai leírásából kiindulva tekintetbe veszik a társas folyamatokat is. Ebből a megközelítésből elméleteket és modelleket is alkotnak, amiket többek között terápiás célokra is használnak. A továbbképzéseken is gyakran előveszik ezeket az elméleteket.
Paul Watzlawick, Don D. Jackson és Janet H. Beavin pszichológusok terápiás tapasztalataikra építve alkották meg elméletüket 1967-ben, ami terápiás szemszögből közelítette meg a kommunikáció szerepét az emberi kapcsolatokban. Közös írásuk német fordítása népszerűvé tette a kommunikáció témáját a pszichológiában az 1970-es években. Ők írták le azt az alapvetést is, hogy nem lehet nem kommunikálni. Friedemann Schulz von Thun Watzlawick nyomán alkotta meg a kommunikáció négyoldalú modelljét, amiben a kommunikációt négyoldalú folyamatként írta le.
Ebben a modellben az adó és a vevő között az üzenet egy négyzetbe van fogadva, ami a következő aspektusokat tartalmazza:
- Téma: Miről beszél?
- Kapcsolat: Az adó és a vevő kapcsolata.
- Önkifejezés: Hogyan nyilvánul meg magáról az adó?
- Szándék: Mit akar az adó a vevőtől?

#### Grice szándékkifejezési és -felismerési modellje
A pszichológia elismeri a kódmodellt, mint az emberi kommunikáció egyik mechanizmusát, de feltételez egy összetettebb, a szándékok kifejezésén, illetve felismerésén alapuló modellt is. Az első jelentősebb elmélet Paul Grice nevéhez fűződik, melynek három egymásra épülő eleme van: a szándék központi jelentősége, az adott szándékra vonatkozó következtetések, és az ezeket a következtetéseket szolgáló vezérelvek, az úgynevezett maximák.
A szándék központi szerepe leginkább a 'nem szó szerinti jelentés' példáján keresztül szemléltethető, ugyanis a kódmodell egyik kritikája az, miképp jut el a vevőhöz az adó által küldött, átvitt értelmű, ironikus vagy viccesnek szánt üzenet releváns tartalma. Azaz, ha nem szó szerinti a jelentés, csak a dekódolás nem lehet elegendő egy nyelvi aktus megértésében. A nyelvi kódalkalmazással csak a szó szerinti jelentésig jutunk el, de ezen felül egy sor következtetést kell levonnunk, melyek különböző természetűek lehetnek. Figyelembe vehetjük például a kijelentés kontextusát, vagy feltételezhetjük, hogy a kommunikációs helyzet kooperatív, azaz hogy a felek adóként és vevőként is betartanak négy alapszabályhalmazt. Ezek az ún. maximák a következők:
- a mennyiség maximája, azaz, hogy csak annyi információt adunk át, amennyi feltétlenül szükséges
- a minőség maximája, azaz, hogy igyekszünk az igazsághoz tartani magunkat, és ezt másoktól is elvárjuk, ellenkező esetben jelezzük
- a reláció maximája, azaz, hogy csak azt említjük, ami az adott helyzetben releváns, és kapcsolódik a korábban elhangzottakhoz
- a mód maximája, azaz, hogy úgy kommunikálunk, hogy az a lehető legvilágosabb legyen

### Viselkedéselméleti megközelítés
A viselkedéselméleti megközelítés a külső megfigyelő szempontjait veszi figyelembe, azaz a belső folyamatok helyett a megfigyelhető viselkedésre összpontosít, az ingert, a hatást és a reakciót tekinti. A kommunikációt kölcsönös egymásra hatásként értelmezi. A résztvevőket egymásra ható testekként értelmezi, amelyek különféle hatások alatt állnak és azokra reagálnak.
A hatások vonatkozhatnak az egyes élőlényekre, a közöttük végbemenő folyamatokra vagy anyagi környezetükre, vagy érinthetnek egyszerre több élőlényt is. A legegyszerűbb élőlényeknél egyszerű hatás-reakcióként írhatók le. Az ember viselkedésének leírása ezzel a módszerrel nagyon összetett.
Ez a megközelítés a 19. század végétől a 20. század közepéig volt fontos, ma már csak történeti érdekesség, mivel nem ad választ az aktuális kommunikációelméleti kérdésekre.

### Rendszerelméleti megközelítés
Niklas Luhmann az 1970-es és az 1980-as években alkotta meg rendszerelméletét, amely magas szintű absztrakciójával és általánosság iránti igényével tűnik ki. Eszerint a kommunikáció egy társas termék, egy autopoietikus művelet, ami annak megőrzésére és elkülönítésére szolgál.
Ebben a megközelítésben eltekintenek a cselekvéselméleti tárgyalástól. Cselekvés helyett a résztvevőket az öntudatuk irányítja, és egyéniségüket mint pszichológiai rendszert fejezik ki. Ezzel szemben a közösségek a kommunikáció által cselekszenek. Az elmélet jellemzője, hogy a közösségről szóló elméletét nem a cselekvéselméletre alapozza. Luhmann így foglalta össze a lényeget: Nem az ember tud kommunikálni, hanem a kommunikáció tud kommunikálni. Ez azt jelenti, hogy a kommunikáció további kommunikációt tud kiváltani, így a közösségek autopoietikusan megőrzik állapotukat a kommunikációval. A közösségek a szerkezetek és a funkciók összefüggésében pszichés rendszereket képesek alkotni, hogyha kommunikációjukkal a témához kapcsolódó elemekhez csatlakoznak. Működhetnek hibásan is, hogyha a szelektív kommunikatív komponensek által nyújtott információra nem megértéssel, hanem félreértéssel reagálnak, és zavarják a folyamatban levő kommunikációt. A metakommunikáció (ez most nem feltétlenül szavak nélküli) segíthet ezeknek a kiküszöbölésében. Ennek a hátterében az áll, hogy meg kell különböztetni a közösségek autopoiesisét a pszichés rendszerek autopoiesisétől. Ez a megkülönböztetés ellentétben áll a metakommunikációval, ahol az egyének önmagukról alkotott gondolatai összetalálkoznak a kommunikációról alkotott elképzelésekkel, és mediációval, továbbképzéssel és további módszerekkel dolgozható fel.

### Interdiszciplináris megközelítés
Az interdiszciplináris megközelítés több tudomány eredményeit foglalja össze, így szerepel itt biológia, neurobiológia, kibernetika, rendszerelmélet, szemiotika és kinezika. A megközelítést Humberto Maturana és Ernst von Glasersfeld alapozta meg. Maturanánál az autopoiesisből adódik a nyelv, mint koordinált viselkedéskoordináció megértése. A természetes nyelv mellett egyes nyelvi jelenségeket is tekintetbe vesz, amiket a szemiotika ír le. Glasersfeld nézőpontja összefér ezzel, de ő inkább a természetes nyelvvel foglalkozik.
Az interdiszciplináris megközelítés különlegessége az, hogy következetesen magyarázza a nyelvi interakciók működését és nem ragad meg a jelenséget megérteni hivatott modellek gyártásánál. Ez az eljárás megkülönböztethető Luhmann alapvetésétől, ami az eredetileg Maturanától származó autopoiesis fogalmát leszűkítve saját rendszerelmélete szolgálatába állította.

## Modelljei
A különböző megközelítések különböző modelleket eredményeznek. Ezekben különféleképpen ábrázolják a kommunikációt, különféle folyamatokat írnak le és emelnek ki. Fontos, de gyakran nem tudatos megkülönböztetés az adó (beszélő, író) és a vevő (hallgató, olvasó) szempontja.
Az egyik első modellt Claude Shannon és Warren Weaver alkotta meg 1949-ben a Bell Laboratories számára.
Az adó-vevő modell az emberi kommunikációt a jelátviteli fogalmakkal írja le. A rádió és a telefon működési elvét tükrözi. Az adó, a vevő és a csatorna a telefon részei voltak. A telefonbeszélgetés nem mindig hallható tisztán, ezért bevezették a zajt.
Ezt a modellt a kommunikáció standard modelljének is nevezik. Az adó információt vagy üzenetet küld át elkódolva egy csatornán, ahonnan a vevő hozzáférhet. Ez egy egyszerű, általános modell a kommunikációra, ami egyszerűen csak az üzenetküldést mutatja. Erőssége az egyszerűsége, általánossága és mérhetősége.
Azonban ebből a modellből nem vezethetők le stratégiák és cselekvések a mindennapokra.
Shannon és Weaver szerint háromféle probléma vetődhet fel:
- Technikai probléma: az üzenet közvetítésének pontossága
- Szemantikai probléma: a jelentés megértése
- Hatékonysági probléma: milyen hatékonyan tud hatni az adó a vevőre

Daniel Chandler a következőképpen kritizálja a modellt:
- Felteszi, hogy a partnerek elszigetelt egyének
- Nincs helye különböző gondolkodásmódoknak
- Nincs helye hierarchikus kapcsolatoknak
- Nincs helye különféle értelmezéseknek
- Nincs helye szituációs kontextusnak

Az SMCR modellt David Berlo javasolta 1960-ban. A Shannon-Weaver-modell bővítése az adó-üzenet-csatorna-vevő modell az elemeket különválasztja.
Wilbur Schram szerint azt is meg kell nézni, hogy mi az üzenet hatása (1954). A résztvevők között a kommunikáció olyan cselekedeteket is magában foglal, mint a tudás átadása, kérdezés, utasítás, tanácsadás. Ezek többféle formát ölthetnek, amelyek függenek a kommunikáció módjától és a résztvevők képességeitől. A tartalom és a forma együtt alkotja az üzenetet, amit az adó átad.
A kommunikáció tekinthető információközlési folyamatnak, aminek három szemiotikai szabálya van:
- Pragmatika, a jelek és a résztvevők kapcsolata
- Szemantika, a jelek és jelentésük kapcsolata
- Szintaktika, a jelek formai tulajdonságai

A kommunikációt társas kapcsolatként fogják fel, amiben a résztvevők közös jelkészlettel és szemiotikai szabályokkal bírnak. Ez az általános szabály figyelmen kívül hagyja, ha az egyén önmagával kommunikál, például belső párbeszéd, feljegyzések vagy napló formájában.
A modell bővítéseként Barnlund (2008) bevezette a tranzakciós modellt, aminek alapvetése, hogy a résztvevők egyszerre adók és vevők is.
A kölcsönös kommunikáció modelljében az adó és a vevő kapcsolata kölcsönös, a szerepek változnak.
Konstrukcionista szemszögből az egyén kommunikációjának módja meghatározó tényező arra, miképp értelmezik az üzenetet. A kommunikáció egy csatorna, amin át az üzenhet utazik az egyik egyéntől a másikig, és az általa tartalmazott információ leválasztható magáról a kommunikációról. A kommunikáció egyszerre lezajló folyamata beszédaktus. Az adó és a vevő szűri az információt, ami különböző tényezőktől függhet, például kultúrától és nemtől. Ha a csatorna zajos, akkor a vevő esetleg hibásan dekódolja a tartalmat, és az nem váltja ki a kívánt hatást. A modellek hibája, hogy nem veszi figyelembe, hogy az adó és a vevő által használt kód legalább nagyjából megegyezik. Némi fogalmi nehézséget jelent, ha a kódok nem jelennek meg a modellben, hanem az csak implicit tartalmazza őket.
A koreguláció elméletei a kommunikációt kreatív és dinamikusan változó, folyamatos folyamatnak fogják fel. Harold Innis szerint az emberek különböző közegeken keresztül kommunikálnak, amelyek az üzenet különböző megformálását és megőrzését teszik lehetővé. Példaként az ókori Egyiptomot hozta fel, ahol papiruszra és kőre is írtak. A papirusz hordozható volt, utasításokat, rendeleteket lehetett vele küldeni, és irányítani az országot. A kő időtálló, a templomokban és a piramisokban nemzedékek sokasága által olvashatónak szánt üzeneteket véstek bele (Wark, McKenzie 1997).

## Zaj
A kommunikációs modellekben a zaj akadályozza az üzenet dekódolását. Több fajtája is lehetséges:
- Környezeti zaj: Fizikai akadály, például a hangos zene.
- Fiziológiai zaj: Különböző fogyatékosságok és betegségek, például vevő oldalon látás- vagy hallászavar, adó oldalon beszédzavar vagy a mozgás korlátozottsága. Súlyos esetekben a csatorna lecserélését eredményezhetik, például beszéd helyett írás.
- Pszichológiai zaj: egyes hozzáállások, vagy érzelmek szintén megnehezítik a kommunikációt, ami hatékonyságát is vesztheti; például amikor az ember mérges, és csak a haragjára fókuszál. Ide sorolható az autizmus is.
- Szemantikai zaj: az adó és a vevő által használt kód eltérései, például a fű szó jelentheti a növényt, de a marihuánát is.
- Szintaktikai zaj: nyelvtani hibák, mint például nem tudni helyesen ragozni.
- Szervezeti zaj: rosszul strukturált információ; például ha nem érthetők az irányok, akkor az útba igazítást kérő csak még jobban összezavarodik.
- Kulturális zaj: a sztereotípiák félreértéseket okozhatnak, még akkor is, ha az adó nem akarta megsérteni a vevőt például a szóhasználatával.[13]

## Tömegkommunikáció
A tömegkommunikáció azon kommunikációs csatornák összefoglaló neve, melynek célja a lehető legtöbb ember egyidejű elérése (rendszerint annyi embert, amekkora az adott ország teljes lakossága). A kifejezés az 1920-as években született, az első, teljes országokat lefedő rádióadók létesülésekor, illetve a hatalmas példányszámban, nem egy esetben már más országokban is terjesztett napi és hetilapok, magazinok jellemzésére. A tömegkommunikáció egyes kritikusai szerint olyan tömegkultúrát alakít ki, melyben a szociális kapcsolatok jelentősen atomizálódnak (a lehető legminimálisabbra csökkennek), mely révén az emberek roppant fogékonnyá válnak a modern tömegkommunikáció behatásaira, elsősorban a propaganda és a reklámok révén.

## Problémái
A problémák tárgyalása felbontható magára a probléma leírására és a megoldásra. Az első a kommunikációval, mint cselekvéssel foglalkozik, a második pedig annak következményeivel. A mindennapi életben ezek összefolynak. Elemzéssel megmutatható, hogy az általában magától értetődőnek felfogott kommunikációt alapvetően problémásnak kellene tekinteni.
A kommunikációban meg kell különböztetni a résztvevők céljait és minden kommunikáció közös célját, a megértetést. A probléma felderítése és megoldása önmagában nem rossz, hanem az élet része. Ezt azt jelenti, hogy a kommunikációs problémák esetén egy további réteg lép közbe: magának a kommunikációnak is jól kell működnie. A kommunikáció sikerességéhez mindegyik célt el kell érni.
A résztvevők mögöttes szándékaitól független cél a megértetés. Először is meg kell érteni, miről van szó. A megértetés azt jelenti, hogy a helyzetnek megfelelő tapasztalatokat kell alkalmazni a témához illeszkedően. A résztvevők mögöttes céljai lehetnek a közös munka elvégzése, egy rendezvény megszervezése, vagy akár összetett társas viselkedések, mint a többiek meggyőzése, a saját személyiség stabilizálása, mások cselekedeteinek befolyásolása, hazugság, vagy éppen hatalomgyakorlás.
A kommunikációs képesség fejleszthető. A nyilvános szereplés készségének jót tesz, ha újságcikkeket vagy a tévéből gyűjtött híreket olvasunk fel a tükör előtt. Ez nemcsak az önbizalomnak jó, hanem a nyelvi képességek is fejlődhetnek tőle.
A kommunikáció akadályai eltorzíthatják az üzenetet, vagy megakadályozzák, hogy eljusson a vevőhöz. Ez az adó szándékának megértésére is kiterjedhet. Ide tartozik a szűrés, a szelektív érzékelés, a túl sok információ, az érzelmek, a nyelv, a csend, a kommunikáció céljának értelmezése, a nemek közötti különbségek, és a politikai korrektség.

### Kulturális különbségek
A kommunikáció problémái adódhatnak a kultúrák különbségéből. A kultúrák abban is különböznek, miképp utalnak a valóságra és hogyan ítélnek meg másokat. Gyakran idézett példa a fejmozdulatok használata igenlésre és tagadásra. Egy további példa az üzleti étkezés, hogy mennyire tekintik udvariasnak vagy udvariatlannak a másik fél viselkedését. A kulturális különbségek visszavezethetők a hagyományokra, a vallásra vagy világnézetre, és az egyén képzettségére és tájékozottságára. A kulturális különbségek egy nyelvközösségen belül is megjelenhetnek, lásd például a vallást, vagy az azonos vallású, de különböző nyelvű népeket. De ehhez nincs szükség különféle vallásokra vagy nyelvekre, nemzetiségekre; egyes szervezetek, vállalatok, részlegek, sőt néha egyes családok szimbolikája és szóhasználata is különbözhet.
A kulturális különbségekből keletkező problémák a gazdaságnak is nehézséget jelentenek, ami különösen a globalizációval került előtérbe. Nehéz megbecsülni az ebből adódó károkat. Különböző szakmák foglalkoznak ennek különböző szempontú megközelítéseivel, mint a coaching, a kommunikációtréning, a szervezettervezés, a minőségbiztosítás, a tanácsadás, a mediáció, és a pszichológia. A segítségkérőnek gyakran kihívás, hogy felismerje és szavakba öntse a konkrét problémát.

### Megértetés
A megértetés szempontjából a kommunikációs akadályok a jelek alkalmazását és megértését érintik. A nyelvi korlátok mellett ide tartoznak az érzékelés, az akarat értelmezése, a figyelem és annak irányítása, szándék és készség a másik meghallgatására, és a közölt információ megértése és beillesztése a világról alkotott eddigi képbe. Az alkalmazott kódtól függően kommunikációs akadályt jelenthetnek a különböző fogyatékosságok, néha betegségek is. Ezt a problémát interdiszciplináris kommunikációtudományi csoportok kutatják. Abból indulnak ki, hogy általában a résztvevők tudnak ezekről az akadályokról, és helyzettől függően hajlékonyan és nagyrészt öntudatlanul kezelik őket.
A megértés múlhat a kódon is. Lehet, hogy az adó egy olyan nyelven beszél, amit a vevő nem vagy csak rosszul ért. Egy nyelven belül is előfordulhat félreértés, ha az adó zsargont, idegen szavakat, túl bonyolult kifejezéseket vagy oda nem illő szavakat használ. A hasonló hangzású szavaknak is lehet oda nem illő jelentése. Előfordulhat az is, hogy rosszul fogalmaz, ezért nem értik meg. Lehet, hogy átvitt értelemben beszél, de a vevő nem úgy értelmezi a szavait, ahogy ő szeretné. A félreértések elkerülése érdekében használható körülírás, azaz a mondanivalót többször közlik átfogalmazva. Gyakori, hogy az ember fél a kritikától, és ez meggátolja abban, hogy szabatosan kifejezze véleményét.
Közelebbről nézve ki lehet indulni abból, hogy sok helyzetben problémás a megértetés. Sok kommunikációs folyamat ellenőrző párbeszéd, ami arra szolgál, hogy vizsgálja a megértetést, és feloldja a félreértéseket. A korlátozott kód egy olyan nyelvi eszköz, amiben korlátozzák a nyelv használatát, és csak bizonyos szavak, mondatszerkezetek megengedettek. Ezzel a használt nyelv kifejezőereje csökken, de a félreértések is ritkák. Ez fontos például a repülőtéren, de például a katonaságnál is használnak ilyen kódot. Az iskolák, egyetemek, szemináriumok és más képzési formák további példát szolgáltatnak arra, hogy kezdetben nem működik a megértetés egy bonyolult témáról, ha hiányzik hozzá a megfelelő fogalommagyarázat.

### Technológia
Ha a kommunikáció nem személyes, hanem technikai eszközök segítségével történik, akkor a berendezések állapota is akadályt jelenthet. Például egy 12 éves gépen, aminek 128 kilobájt a memóriája, az interneten ma már csak a Wikipédia szerkesztése működik jól. A gyors fejlődés miatt az eszközök hamar elavulhatnak. Egy szervezetben a vezetőség dönt az újabb technológia bevezetéséről. Ha ezt túl sokáig halogatják, akkor az a szervezeten belül is kommunikációs problémákat okozhat. Megfelelő technológia hiányában a távolság is megakadályozza a kommunikációt.
A kommunikációs forradalom eredményeként az emberre rázúdul az információ. Emiatt a fiatalabb nemzedék már úgy nőtt fel, hogy egyszerre több felé figyel. Ennek hosszú távú hatásait ma még nem ismerjük.

### Célok elérése
Ha a résztvevők nem tudják elérni céljukat, például a sikeres együttműködést vagy a másik meggyőzését, akkor ezt gyakran a kommunikációra vezetik vissza. Itt meg kell különböztetni, hogy félreértések miatt, vagy más okból lett sikertelen a kommunikáció. Ennek a hátterében olyan tényezők állhatnak, amelyek nem mindig vezethetők vissza a kommunikáció folyamatára. Előfordulhat az is, hogy maga a sem tud elkezdődni, mert például az egyik nem ismeri azt a témát, amiről a másik beszél, vagy hogy egy bizonyos témában vagy helyzetben nem jön létre kommunikáció.

### Hazugság
A hazugság célja a kommunikációs partner becsapása, meggyőzése valamiről, amiről a hazudó fél tudja, hogy nem igaz. Ezt meg kell értetnie úgy, hogy ne lepleződjön le, míg a becsapni kívánt félnek érdeke leleplezni a hazugságot. A hazudó fél mondanivalóját úgy kell értenie, ahogy azt ő akarja; a megértetés szempontjából a kommunikáció sikeres, függetlenül a mondandó igazságtartalmától.
A hazugsággal újabb problémák alakulhatnak ki, vagy erősödhetnek, de meg is oldódhatnak. Ez vonatkozik a becsapni kívánt félre is.

### Probléma a hozzáállással
A résztvevőknek valamilyen problémájuk van egymással, akár konfliktusban állnak, vagy egy szervezeten belül nincsenek világosan meghatározva, hogy kinek mi a feladata, miért felelős, és nem lehet tudni, hogy milyen ügyben kit kell megszólítani. Lehet a vezetőség hibája, vagy az egyeztetés hibája. A személyes konfliktusok miatt a kommunikáció lelassulhat vagy meg is állhat; a konfliktusban állók nem beszélgetnek szívesen egymással. Szintén okozhatja a motiváció vagy az elégedetlenség a munkával vagy a munkakörülményekkel, vagy pedig a berögzült szokások, elgondolások és ötletek megváltoztatásával szembeni ellenállás.

## A kommunikáció etológiai meghatározása
Az élőlények között minden információcserét kommunikációnak tekintenek. Még az olyan szervezetek is tudnak kommunikálni, mint a korallok. A természettudományi megközelítésre alapozva még a sejtek és sejtszervecskék kommunikációját is meg lehet figyelni. A nem állati szereplők, mint a növények, a gombák és a baktériumok leginkább kémiai jelekkel kommunikálnak.

### Állatok
Az emberi kommunikáció (és ezen belül az emberi nyelv is) az állati kommunikáció egyik típusa, amely (szemben a racionalisták által vallott referenciális tudásátadással) úgy fogható fel, mint egy élőlény (akár állat, akár ember) olyan viselkedési aktusa, amely megváltoztatja egy másik állat/ember magatartásának valószínűségi mintázatát olyan módon, hogy ez a kommunikáló élőlény számára, sok eset átlagában, fennmaradása, szaporodása szempontjából előnyös.
Az állati kommunikáció tudományát állatszemiotikának nevezik, és fontos szerephez jutott több más tudományban is, mint az etológiában, a szociobiológiában, és az állati gondolkodás tanulmányozásában. Ez egy igen gyorsan fejlődő terület. Sok mindent gyorsan át kellett gondolni és értékleni, amiről korábban úgy tudtuk, hogy jól ismerjük. Ezek a személyes név használata, az állatok érzelmei, kultúrája, tanulása, sőt, a szexuális viselkedés is. Egyes területeket részletesebben is vizsgálnak, mint a vibrációs kommunikációt.

### Növények
A növényeknél is megfigyelhető mind a sejtszintű, mind az egyedek közötti kommunikáció. Sőt, nem növény fajokkal is kommunikálnak, például a gyökérzónában baktériumokkal, gombákkal, sőt, állatokkal is. Ezeknek a kapcsolatoknak is van nyelvtana, szemantikája és pragmatikája, és neuronszerű folyamatok irányítják. Illóolajokkal figyelmeztetik a közelükben élő növényeket, ha valami rágja őket. Mást bocsátanak ki, ha növényevők és mást, ha élősködők támadják őket. Ha növényevők, akkor olyan illóolajokat is kibocsátanak, amik vonzzák a növényevők élősködőit. Stressz helyzetben a növények ősi géneket kapcsolhatnak vissza, és visszaüthetnek régi őseikre, hogy megoldják a helyzetet.
A növények 20 és 100 kHz közötti kattogó hangot tudnak kiadni, amit az emberi fül nem hall, de más élőlények, például a lepkék és a kisemlősök képesek e halk hang érzékelésére. Jó körülmények között, amikor a növény boldog viszonylag kevés hangot ad ki, de ha megsérül vagy dehidratált, a több hangot lehet érzékelni. Ez a kavitáció jelenségének köszönhető, mert amikor a vízoszlop a vízhiányos növény szárában, a xilémben összeomlik és légbuborékot hoz létre.[vitatott]

### Gombák
A gombák összehangolják növekedésüket, például gombafonalak és a termőtestek létrehozását. A saját fajukkal, rokon fajokkal és a szimbióta partnerekkel is kommunikálnak. Vannak anyagok, amikre csak akkor reagálnak, ha részei egy üzenetnek, tehát el tudják különíteni, hogy mely anyagok fontosak az adott helyzetben. Öt különböző jelzőmolekula ismert, amelyek különböző viselkedéseket váltanak ki, mint a szálképzést, a szexet, a növekedést, és a kórokozó képességet. Ehhez a gombának különbséget kell tennie saját, és másoktól származó biotikus és nem biotikus molekulák között, és hogy saját fajú, vagy más fajú-e a kibocsátó.

### Baktériumok
A baktériumok kommunikációjában fontos kérdés az, hogy milyen sűrűen vannak a sejtek. Ez alapján alkalmazkodnak a népsűrűséghez, és egyes gének kifejeződése ennek megfelelően változik. Mind Gram-pozitív, mind Gram-negatív baktériumokban megfigyelhető ez a viselkedés. Először Fuqua és csapata figyelte meg tengeri fajokon (V. harveyi, V. fischeri).

### Általában; emberi kommunikáció
- Ankerl Géza, Kommunikáció és építészet. Budapest: Műszaki kiadó, (1991), ISBN 963-10-9067-1
- Szabó Katalin: Kommunikáció felsőfokon, Kossuth Kiadó, 2002
- Karl Erik Rosengren: Kommunikáció – Társadalmi kommunikáció sorozat, Typotex Kiadó, 2008
- Gerold Ungeheuer: Einführung in die Kommunikationstheorie. Fernuniversität, Hagen, 1983 (Drei Kurseinheiten; dort nicht mehr erhältlich).
- Gerold Ungeheuer: Kommunikationstheoretische Schriften I: Sprechen, Mitteilen, Verstehen. Herausgegeben und eingeleitet von Johann G. Juchem. Nachwort von Hans-Georg Soeffner und Thomas Luckmann. Mit Schriftenverzeichnis. Alano, Rader, Aachen 1987 (= Aachener Studien zur Semiotik und Kommunikationsforschung, Band 14), ISBN 3-89399-062-3 (broschiert) / ISBN 3-89399-063-1 (gebunden).
- Christiane Grosser: Kommunikationsform und Informationsvermittlung, eine experimentelle Studie zu Behalten und Nutzung von Informationen in Abhängigkeit von ihrer formalen Präsentation . Deutscher Universitäts Verlag, Wiesbaden 1988, ISBN 3-8244-4000-8 (Zugleich Dissertation an der Universität Mannheim 1988).
- Hamid Reza Yousefi (Hrsg.): Wege zur Kommunikation. Theorie und Praxis interkultureller Toleranz. Bautz, Nordhausen 2006, ISBN 978-3-88309-356-7.
- Jürgen Habermas: Theorie des kommunikativen Handelns. 2 Bände; Band 1: Handlungsrationalität und gesellschaftliche Rationalisierung, Band 2: Zur Kritik der funktionalistischen Vernunft, Suhrkamp, Frankfurt am Main 1981, ISBN 3-518-28775-3.
- Otto Hansmann: Kommunikation. Praxis – Ästhetik – Logik – Kommunikationsmanagement. Logos Verlag, Berlin, 2014.
- Oliver Jahraus, Nina Ort: Bewußtsein, Kommunikation, Zeichen. Niemeyer, Tübingen 2001, ISBN 3-484-35082-2.
- Manfred von Lewinski: Wie einsam bleibt der Mensch? – Grundlagen, Eigenarten und Grenzen menschlicher Kommunikation, Pro Business Verlag, Berlin 2006 ISBN 3-939000-70-1
- Georg Meggle: Grundbegriffe der Kommunikation. 2. Auflage. de Gruyter, Berlin / New York, 1997 (1. Aufl. 1981), ISBN 3-11-015258-4.
- Marshall B. Rosenberg: Gewaltfreie Kommunikation. 7. Auflage. Junfermann, Paderborn 2007, ISBN 978-3-87387-454-1.
- Alice Miller: Vollständiger Text von For Your Own Good (dt. Am Anfang war Erziehung, Suhrkamp, Berlin 2013, ISBN 978-3-518-37451-1)
- Virginia Satir: Kommunikation, Selbstwert, Kongruenz. ISBN 3-87387-018-5.
- Paul Watzlawick: Wie wirklich ist die Wirklichkeit. Wahn, Täuschung, Verstehen. ISBN 978-3-492-24319-3.
- Csépe Valéria, Győri Miklós, Ragó Anett (szerk.) Általános pszichológia 3: Nyelv, tudat, gondolkodás. Budapest: Osiris Kiadó, 2008.

### Tudományos bevezetések
- Klaus Beck: Kommunikationswissenschaft. UVK, Konstanz 2007, ISBN 978-3-8252-2964-1.
- Roland Burkart: Kommunikationswissenschaft. 2002, ISBN 3-205-98185-5.
- Dieter Krallmann, Andreas Ziemann: Grundkurs Kommunikationswissenschaft. Mit einem Hypertext-Vertiefungsprogramm im Internet. Fink, München 2001, ISBN 3-8252-2249-7, S. 257-280.
- Gerhard Maletzke: Kommunikationswissenschaft im Überblick. Grundlagen, Probleme, Perspektiven. Opladen, Wiesbaden 1998.
- Klaus Merten: Einführung in die Kommunikationswissenschaft. Lit, Münster / Hamburg / London 1999.
- Tsvasman Leon (Hrsg.): Das große Lexikon Medien und Kommunikation. Kompendium interdisziplinärer Konzepte. Ergon, Würzburg 2006, ISBN 3-89913-515-6.
- Harald Rau: Einladung zur Kommunikationswissenschaft. UTB / Nomos, Stuttgart 2013, ISBN 978-3-8252-3915-2.

### Tömegkommunikáció
- Kurt Koszyk, Karl Hugo Pruys: Handbuch der Massenkommunikation. ISBN 3-423-04370-9.

### Médiaelmélet és gyakorlat
- Walter Hoffmann: Erfolgreich beschreiben – Praxis des technischen Redakteurs, Organisation, Textgestaltung, Redaktion. ISBN 3-8007-1652-6.
- Dirk Michael Becker: Botho Strauß: Dissipation. Die Auflösung von Wort und Objekt. Bielefeld 2004, ISBN 3-89942-232-5.
- Matthias Schweizer: Die Kommunikationsprozesse von Mitarbeiterzeitungen mittlerer Unternehmen. ISBN 3-631-53139-7.

### Kommunikációpszichológia
- Hanko Bommert, Karl-W. Weich, Christel Dirksmeier: Rezipientenpersönlichkeit und Medienwirkung. 2. Auflage. LIT, Münster 2000, ISBN 3-8258-2109-9.
- Hanko Bommert, Christel Dirksmeier, Ralf Kleyböcker: Differentielle Medienrezeption. LIT, Münster 2000, ISBN 3-8258-4897-3.
- Frank Görgen: Kommunikationspsychologie in der Wirtschaftspraxis. Oldenbourg 2005, ISBN 978-3486577006.
- Norbert Groeben: Leserpsychologie. Textverständnis – Textverständlichkeit. ISBN 3-402-04298-3.
- Christiane Sautter: Wege aus der Zwickmühle – Doublebinds verstehen und lösen. 2005, ISBN 3-9809936-1-2.
- Friedemann Schulz von Thun: Miteinander reden 1. Störungen und Klärungen. Allgemeine Psychologie der Kommunikation. Rowohlt, Reinbek 1981, ISBN 3-499-17489-8.
- Friedemann Schulz von Thun: Miteinander reden 2. Stile, Werte und Persönlichkeitsentwicklung. Differentielle Psychologie der Kommunikation. Rowohlt, Reinbek 1989, ISBN 3-499-18496-6.
- Friedemann Schulz von Thun: Miteinander reden 3. Das ‚innere Team‘ und situationsgerechte Kommunikation. Rowohlt, Reinbek 1998, ISBN 3-499-60545-7.
- Caja Thimm: Alter – Sprache – Geschlecht. Sprach- und kommunikationswissenschaftliche Perspektiven auf das höhere Lebensalter. Campus, Frankfurt/New York 1998, ISBN 3-531-13036-6.
- Paul Watzlawick: Menschliche Kommunikation. Formen, Störungen, Paradoxien. ISBN 3-456-82825-X.

### Kommunikációszociológia
- Niklas Luhmann: Soziale Systeme. Grundriß einer allgemeinen Theorie. Suhrkamp Verlag, Frankfurt/M., 1987.
- Helmut Willke: Systemtheorie I: Grundlagen. Eine Einführung in die Grundprobleme der Theorie sozialer Systeme. 6. überarb. Aufl. mit 6 Abbildungen und einem Glossar. Lucius & Lucius, Stuttgart, 2000.
- Helmut Willke: Systemtheorie II: Interventionstheorie. Grundzüge einer Theorie der Intervention in komplexe Systeme. 3. Aufl., Lucius & Lucius, Stuttgart, 1999.
- Helmut Willke: Systemtheorie III: Grundzüge einer Theorie der Steuerung komplexer Systeme. 3.Aufl. mit 26 Abbildungen und 22 Übersichten. Lucius & Lucius, Stuttgart, 2001.

### Kommunikációtörténet
- Wolfgang Wüst (Hg.): Frankens Städte und Territorien als Kulturdrehscheibe. Kommunikation in der Mitte Deutschlands. Interdisziplinäre Tagung vom 29. bis 30. September 2006 in Weißenburg i. Bayern (Mittelfränkische Studien 19) Ansbach 2008. ISBN 978-3-87707-713-9.

### Tanácsadók
- Dale Carnegie: Besser miteinander reden. Scherz, 1969, ISBN 3-596-50689-1.
- Hansen, Schmidt: Konzeptionspraxis – Eine Einführung für angehende PR- und Kommunikationsfachleute mit einleuchtenden Betrachtungen über den Gartenzwerg. 3. Auflage. FAZ-Institut, Frankfurt am Main 2006, ISBN 3-89981-125-9.
- Doris Märtin: Smart Talk. Sag es richtig! Campus, Frankfurt 2006.
- Miriam Meckel: Das Glück der Unerreichbarkeit. Wege aus der Kommunikationsfalle. Murmann, Hamburg 2007, ISBN 978-3-86774-002-9.

### A kommunikáció technikája
- W. Sturz, C. Walling-Felkner: Praxishandbuch Technische Dokumentation. ISBN 3-8111-7088-0.
- H. P. Krings: Wissenschaftliche Grundlagen der technischen Kommunikation. ISBN 3-8233-4543-5.

### Gépek kommunikációja
- Albrecht Beutelspacher: Kryptologie – Eine Einführung in die Wissenschaft vom Verschlüsseln, Verbergen und Verheimlichen. ISBN 3-528-58990-6.
- Arno Bammé, Günther Feuerstein, Renate Genth: Maschinen-Menschen, Mensch-Maschinen. Grundrisse einer sozialen Beziehung. ISBN 3-499-17698-X.
- Hubert L. Dreyfus: Die Grenzen der künstlichen Intelligenz. Was Computer nicht können. ISBN 3-7610-8369-6.

### Gazdasági perspektívák
- Manfred Bruhn, Franz-Rudolf Esch, Tobias Langner: Handbuch Kommunikation, Wiesbaden 2009
- Manfred Bruhn: Kommunikationspolitik, München 2007

### Természettudományos perspektívák
- William H. Calvin: Wie aus Neuronen Bewußtsein entsteht. ISBN 3-446-17279-3.
- Imre Kerner, Dagny Kerner: Der Ruf der Rose. Wie Pflanzen fühlen und wie sie mit uns kommunizieren. ISBN 3-462-02166-4.
- F. Lottspeich, H. Zorbas: Bioanalytik. ISBN 3-8274-0041-4.
- Günther Witzany: Natur der Sprache – Sprache der Natur. ISBN 3-88479-827-8.
- G.-J. Krauß; J. Miersch: Chemische Signale. ISBN 3-7614-0707-6.

### Nyelvtudományi perspektívák
- Susanne Göpferich: Interkulturelles Technical Writing. 2003, ISBN 3-8233-4760-8.
- Jürgen Messing: Allgemeine Theorie des menschlichen Bewusstseins. Weidler, Berlin 1999, ISBN 3-89693-137-7.
- Jürgen Messing, Anke Werani: Sprechend koordinieren. Journal für Psychologie http://www.journal-fuer-psychologie.de/index.php/jfp/article/view/163

## Fordítás
- Ez a szócikk részben vagy egészben  a   Kommunikation című német Wikipédia-szócikk fordításán alapul.  Az eredeti cikk szerkesztőit annak laptörténete sorolja fel. Ez a jelzés csupán a megfogalmazás eredetét és a szerzői jogokat jelzi, nem szolgál a cikkben szereplő információk forrásmegjelöléseként.
- Ez a szócikk részben vagy egészben  a   Communication című angol Wikipédia-szócikk fordításán alapul.  Az eredeti cikk szerkesztőit annak laptörténete sorolja fel. Ez a jelzés csupán a megfogalmazás eredetét és a szerzői jogokat jelzi, nem szolgál a cikkben szereplő információk forrásmegjelöléseként.